# Samora (província)
Samora é uma província raiana, situada na parte ocidental da comunidade autónoma de Castela e Leão, no noroeste espanhol. Limita com as províncias de Ourense, Leão, Valhadolide, Salamanca e com o Distrito de Bragança, em Portugal. Dos seus 198.045 habitantes (2005) quase um terço vive na capital homónima.

## Comarcas
- Seabra
- Carvalheda
- Terra de Campos
- Aliste
- Tábara
- Alba
- Benavente e Los Valles
- Tierra del Pan
- Alfoz de Toro
- Saiago
- Tierra del Vino
- La Guareña